# Goudseweg
Goudseweg (51° 59′ N, 4° 46′ L) é uma cidade dos Países Baixos, na província de Holanda do Sul. Goudseweg pertence ao município de Krimpenerwaard, e está situada a 5 km sudeste de Gouda.
A área de Goudseweg, que também inclui as partes periféricas da cidade, bem como a zona rural circundante, tem uma população estimada em 50 habitantes.